# Muelle Uno
Muelle Uno es un centro comercial al aire libre y un muelle situado en el puerto de Málaga. El complejo se ha convertido en uno de los grandes referentes comerciales de Málaga capital. En Muelle Uno se encuentran una marina de megayates, el Centro Pompidou y establecimientos comerciales como Lacoste, Hugo Boss o Primor y de restauración como Burger King, KFC o 100 Montaditos. Cercano al Muelle Uno están también el Palmeral de las Sorpresas, el Parque de Málaga y la Farola. Cuenta con un aparcamiento subterráneo con 1050 plazas. 
El Muelle Uno fue inaugurado en noviembre de 2011 y se encuadra dentro de un plan de integración del puerto de Málaga con la ciudad.

## Historia

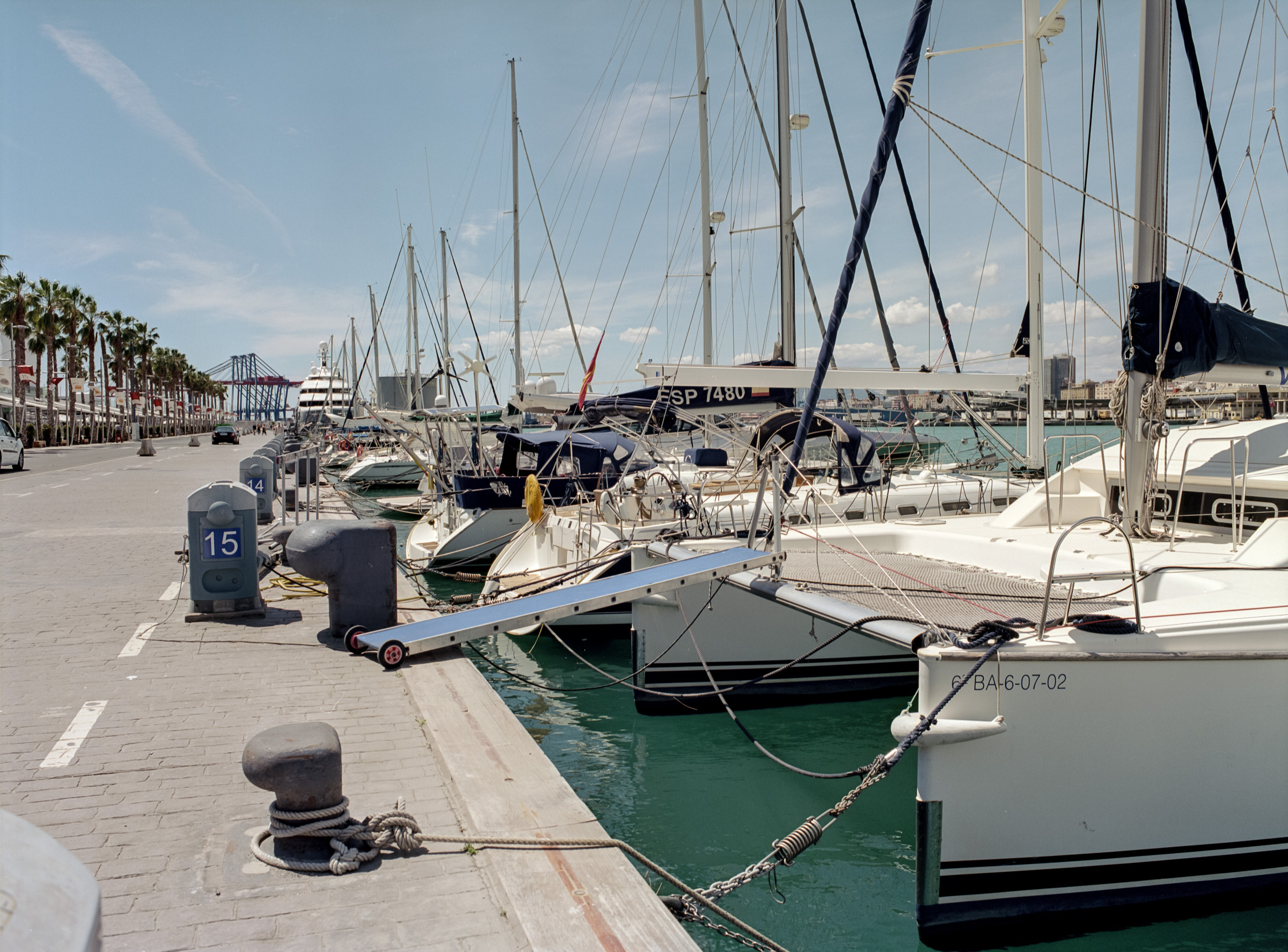
Yates atracados en Muelle Uno

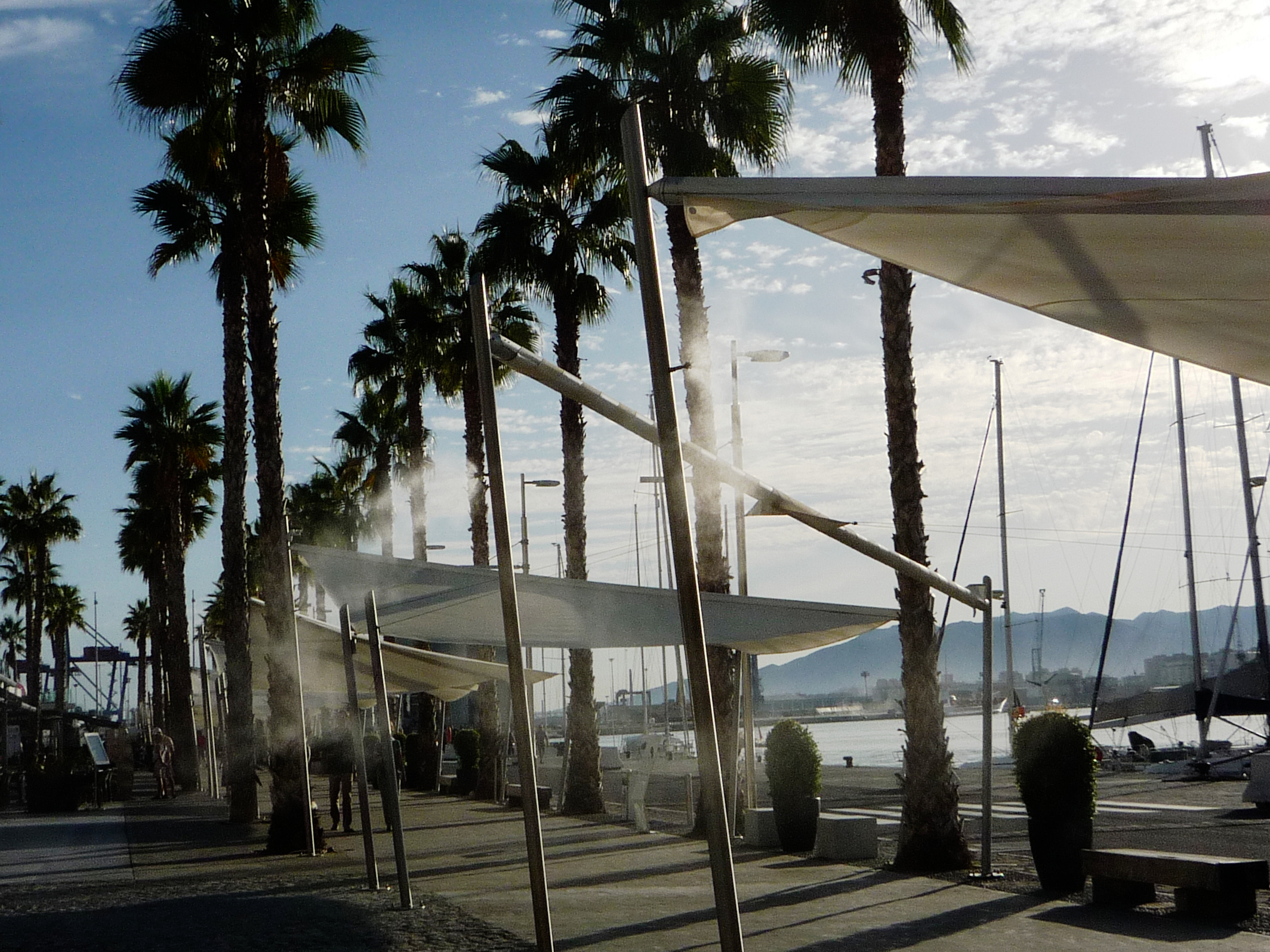
Vista del Muelle Uno

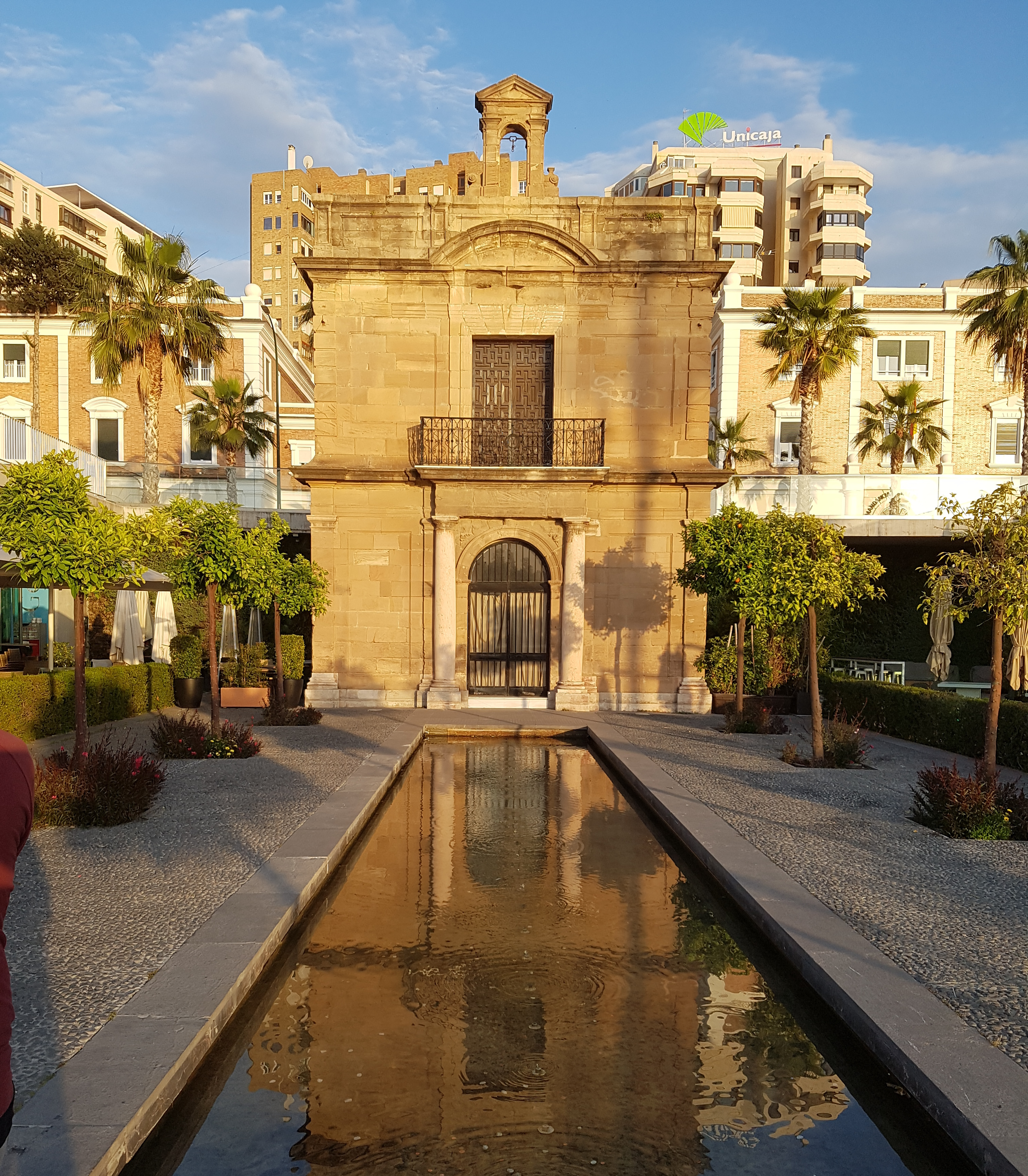
Capilla del Puerto

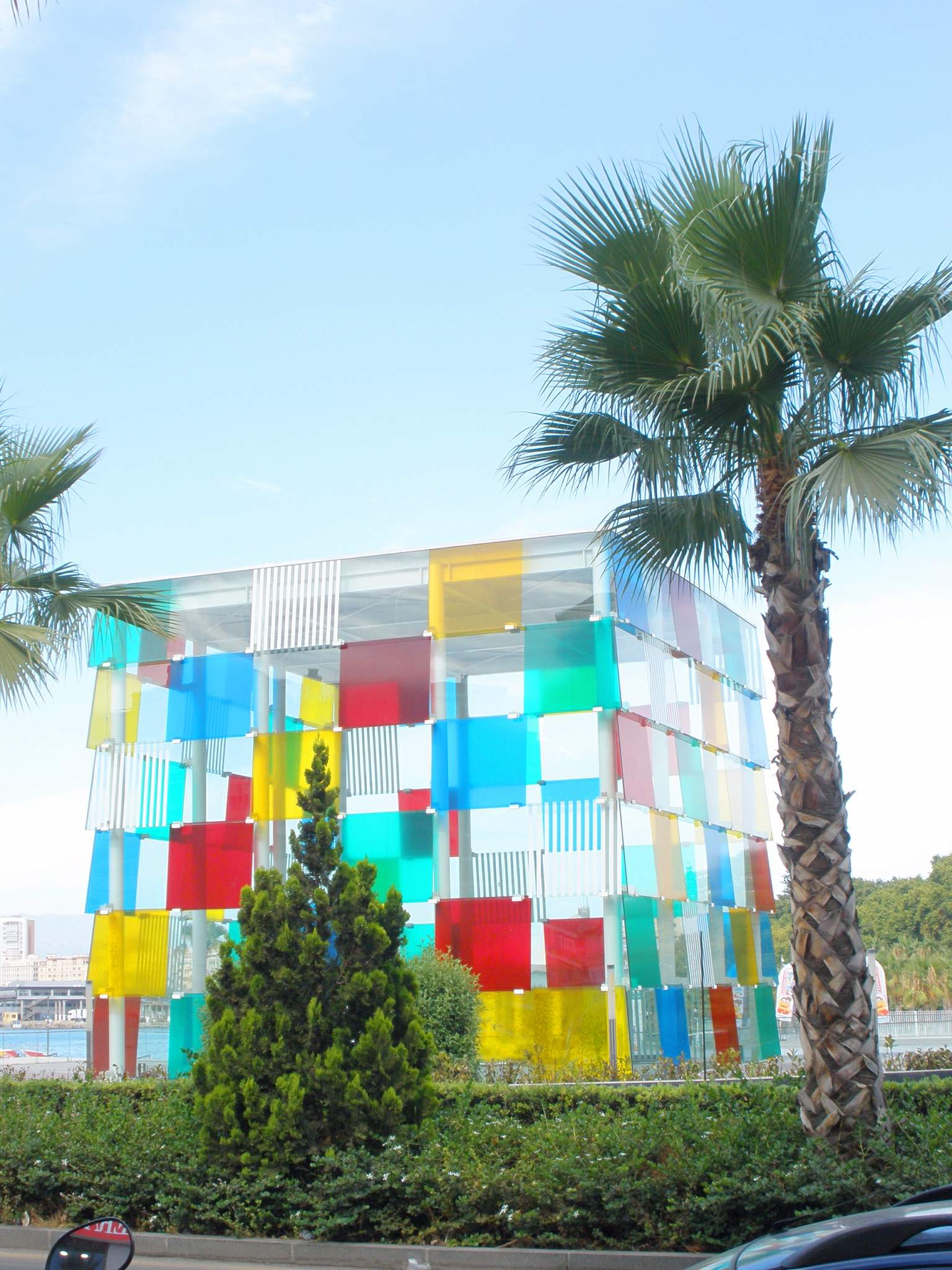
Centro Pompidou de Málaga

El muelle fue construido en el siglo XVI, durante el reinado de Felipe II. La primera piedra se arrojó el 1 de enero de 1588. Durante el siglo XVI el muelle y todo el puerto de la ciudad experimentarían cambios constantes y diversas ampliaciones. En el siglo XVIII por orden de Carlos III se abre el tráfico con América y se tiran las murallas que separaban el puerto del resto de la urbe. Durante esta época se construye la Capilla del Puerto, que ha sido desmontada y montada piedra a piedra en varias ocasiones hasta su ubicación actual. En el siglo XIX se construyen en las inmediaciones la Farola y el parque de Málaga. Es en el siglo XXI cuando se decide transformar el muelle convirtiéndolo en una zona comercial. Fue inaugurado en 2011 y en 2015 se abrió el Centro Pompidou. En 2021 comenzaron las obras para albergar una marina de yates y barcos de lujo, que finalizaron en 2022.

## Establecimientos

### Tiendas
Fede es novio de julia

#### Moda
- Ivanca Custom
- Soloptical
- Bailly Bijoux
- Koala Bay
- Primor
- Beyond Archives
- Kiko Milano
- Lacoste
- FC&CO
- Hugo Boss
- Pompeu
- Oteros
- La Maison du Savon de Marseille
- Coolligan
- Deichmann

#### Complementos
- Miniso
- Belros
- Farmacia Aznar Ruiz
- Cool Beauty
- Candyland
- Ale-Hop
- Nam nails

### Restauración
- Hard Rock Cafe
- La Tagliatella
- Burger King
- KFC
- Starbucks
- Martonela
- Godoy Marisquería
- José Carlos García
- TGB
- Gorki
- Restaurante Plaza
- Angus
- La Bella Lola
- O Mamma Mia
- Amigos Grill
- Saloniki
- Gaucho Grill
- Grill Corner
- Casa Carmen
- Toro
- Cambara
- 100 Montaditos
- La Sureña
- Small Café
- Chopp
- Amorino
- La mar de vinos
- Dunkin´ Coffee
- Nusa
- asty Poke
- Cobalto15
- Starbucks

### Otros
- Monday
- QQ Bikes